# Rathaus (Otzberg)

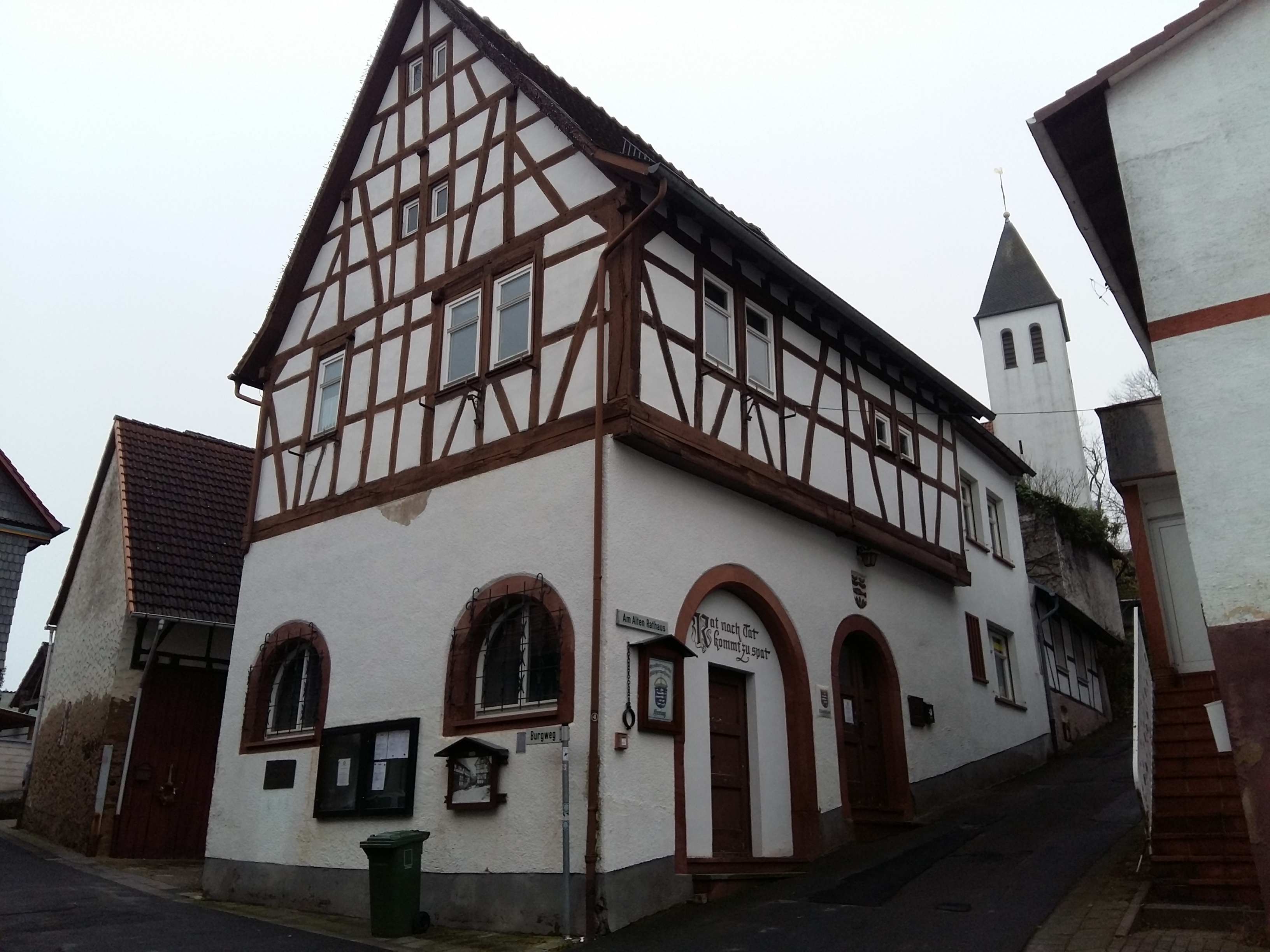
Rathaus (Otzberg)

Das Rathaus Otzberg ist ein denkmalgeschütztes Bauwerk in Hering, einem Ortsteil der Gemeinde Otzberg im Landkreis Darmstadt-Dieburg in Hessen.

## Beschreibung
Das ehemalige Rathaus wurde 1572 gebaut. Diese Jahreszahl steht auf dem Sturz des Eingangs zum Keller. Auf dem massiven Erdgeschoss, das ursprünglich mit großen Rundbögen geöffnet war, sitzt ein Obergeschoss aus Holzfachwerk.